# Матий
Матия в християнското предание e един от 12-те апостоли.
Той обаче не е от най-приближените ученици на Христос, вероятно спада към 70-те апостоли. Избран е за 12-и апостол на мястото на Юда Искариотски след неговото отпадане от състава на апостолите (Деян, 1 гл.). Изборът е осъществен чрез хвърляне на жребий, т.е. Матий не е избран от хора заради някакви лични заслуги.
Апостол Матий проповядва в Юдея, Сирия, Кападокия, Етиопия и др. Загива с мъченическа смърт в Йерусалим, където е пребит с камъни.